# プリミドン
プリミドン（英: Primidone）は、部分てんかんや全般性てんかんを含むてんかんの治療に用いられる医薬品である。また、本態性振戦にも用いられる。投与量は、血中で測定されたレベルに基づいて調節される場合がある。投与法は経口である。
一般的な副作用には、眠気、協調運動障害、吐き気、食欲不振、などがあげられる。重度の副作用には、自殺、精神病、血球の欠乏、などがあげられる。妊娠中の人への使用は胎児に害を及ぼす可能性がある。プリミドンは、バルビツール酸系の抗てんかん薬である。その作用機序は全体的に不明である。
プリミドンが米国で医薬品として承認されたのは1954年である。後発医薬品として入手できる。2019年の英国の国民保健サービスにかかる1か月分の費用は約68.40ポンドである。米国での1か月分の卸売価格は約3.20米ドルである。2017年の米国で238番目に最も一般的に処方された医薬品であり、その処方件数は200万件を超える。